# Cyclotaenia discus
Cyclotaenia discus är en skalbaggsart som beskrevs av Jordan 1903. Cyclotaenia discus ingår i släktet Cyclotaenia och familjen långhorningar.
Artens utbredningsområde är:
- Gabon.
- Malawi.

Inga underarter finns listade i Catalogue of Life.